# 代田稔
代田稔（1899年4月23日—1982年3月10日），日本長野縣人。醫學博士、乳酸飲料益力多发明者、益力多公司創辦人。1930年，代田稔在京都帝國大學醫學院的微生物學實驗室工作時，成為全球首名分離出乳酸桿菌的人，其目的在於改善當時日本人虛弱的體質。
他的主要研究是在人類腸道中，分離出有益健康的乳酸桿菌，再經過「累代培養」，培育「耐胃酸及膽鹽」的超級乳酸桿菌，該菌隨以其名字命名為「代田菌」，並在1935年開始生產益力多。

## 生平
1899年，代田稔生於日本長野縣飯田市。1913年，进入飯田中學学习。 1921年，進入京都帝國大學（今京都大學）醫學院。1925年大學畢業后留在微生物學系研究消化系統內的微生物。1930年，獲得醫學博士學位，成功分離出乳酸桿菌。
1933年，任京都大學醫學院助理教授。1935年，於福岡市設立「代田保護菌研究所」，開始賣益力多。1940年，遷居至京都市，並於當地設立研究所，同時各地成立專業販賣組織「代田保護菌普及會」。
1942年，因第二次世界大战的影响，益力多的生产一度中断。1950年，重新开始销售益力多。 1955年，於東京都設立「益力多株式會社」。
1960年，從綠藻中發現促進微生物繁殖的物質，可用於益力多的製造過程。1963年，採用女性業務員制度。1968年，組織設立「乳酸菌研究所」。1971年，益力多化妝品上市。
1982年，82歲辭世，獲頒贈正五位勳三等瑞寶中綬章。